# Percy Hodge
Percy Hodge (né le 26 décembre 1890 à Saint-Samson - mort le 27 décembre 1967 à Bexhill-on-Sea) est un athlète britannique, spécialiste du steeple.
Il remporte la médaille d'or sur 3 000 m steeple, couru sur herbe, lors des Jeux d'Anvers en 1920, en un temps de 10 min 0 s 4. Hodge participa également aux séries de l'épreuve de 3 000 m par équipe.

## Liens externes

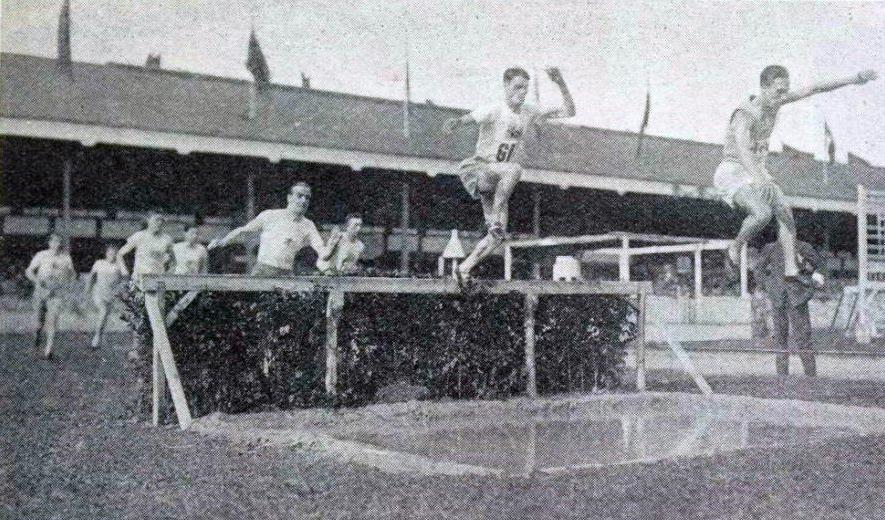
La finale du 3000 mètres steeple aux JO d'Anvers 1920.